# Bandeirantes (Mato Grosso do Sul)
Bandeirantes – miasto i gmina w Brazylii, w stanie Mato Grosso do Sul.